# Rebelião de Bacon
Rebelião de Bacon (Bacon's Rebellion em inglês) foi uma rebelião que tomou lugar na colônia da Virgínia em 1676. Liderada por Nathaniel Bacon, a rebelião reuniu servos contratados europeus e africanos (uma mistura de negros contratados, escravizados e livres) insatisfeitos com a política fiscal do governo da Virgínia e com a falta de proteção dos agricultores em relação aos ataques indígenas nas fronteiras. Na revolta incendiaram e saquearam a capital da Virgínia, Jamestown. Resultou na divisão dos trabalhadores através do códigos dos escravos da Virginia de 1705 e na volta sistema de "Headright [en]", que garantiria a colonos europeus sob contratos de servidão terras no final do contrato. Essa política reforçou a responsabilidade do governo de tomar terras indígenas.

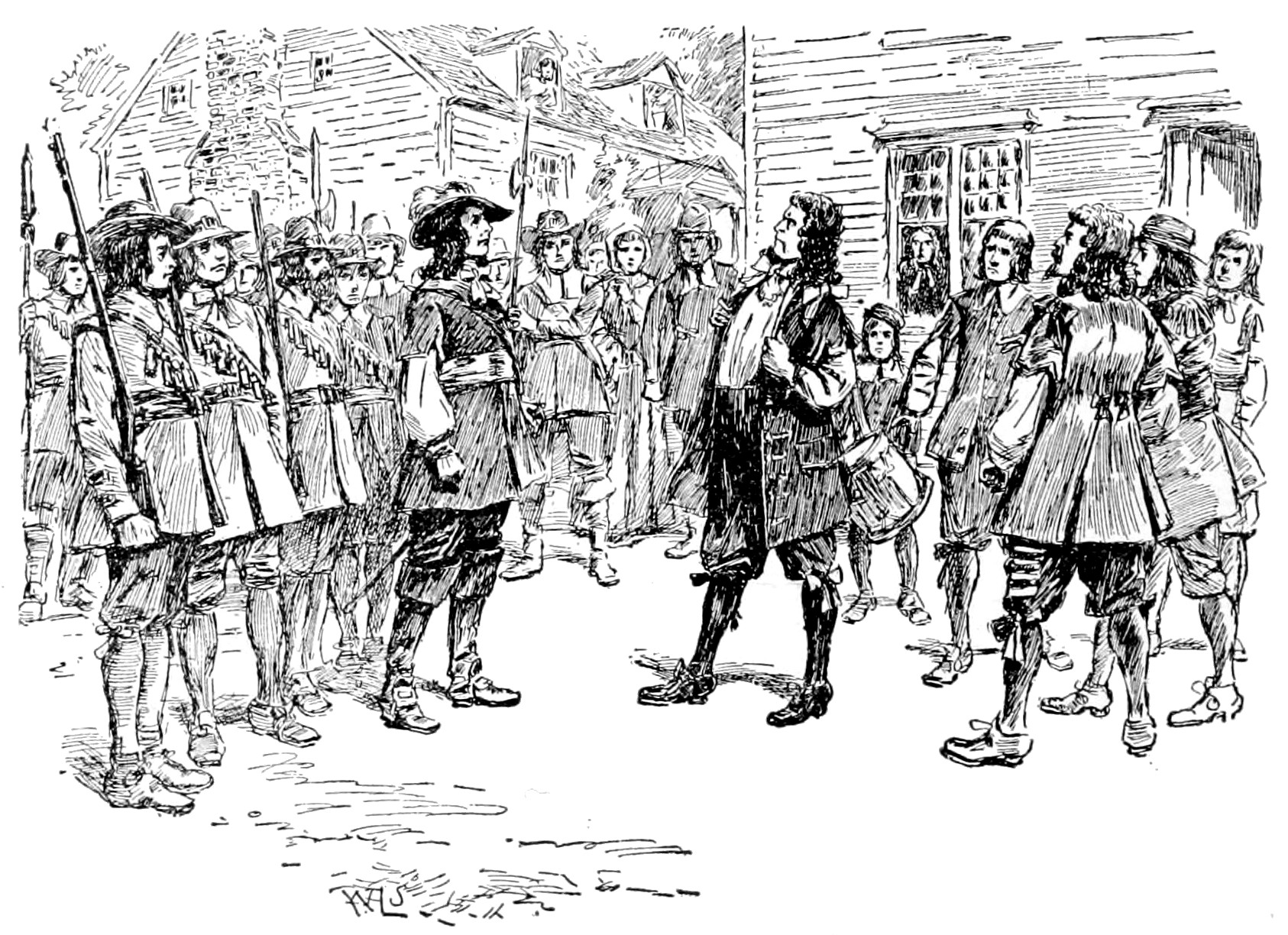
O encontro de Nathaniel Bacon (à esquerda) e William Berkeley (à direita) após o governador negar uma comissão a Bacon, 1676.

## Motivações
A colônia da Virginia no século XVII se insere em um contexto de grande agitação política por todo o Ocidente, com reivindicações populares que desafiavam a ordem e acreditavam na luta pelos seus direitos. Não foi diferente nas colônias inglesas. A insatisfação que levou parte da população da Virginia a se juntar a Bacon na rebelião contra o governo se deu principalmente pelas políticas tributárias excessivas que favoreciam a elite de plantation e por suas buscas por terras melhores que eram vistas como uma forma de ascensão social dessa população mais pobre. Os “indentured servants” (servos por contrato) que imigravam para a colônia inglesa dispostos a trabalharem por um determinado período em troca de terras quando fossem livres, também se juntaram a rebelião já que as terras “prometidas” não foram concedidas. As terras que os colonos brancos reivindicavam, inclusive Nathaniel Bacon, estavam justamente nas fronteiras com as pertencentes aos indígenas, sendo extremamente almejadas por esses fazendeiros. Porém, essa fronteiras viviam recebendo ataques dos nativos que não concordavam com a ocupação dessas terras pelos colonos, que procuraram o apoio do governador Berkeley para a conquista delas, que se recusou a apoiar os colonos.
Portanto, muitas insatisfações já estavam sendo acumuladas por essa população que acabaram não tolerando a indiferença do governador William Berkeley diante dos ataques fronteiriços dos nativos americanos, iniciando assim uma rebelião que mais tarde trariam consequências para todo o sistema administrativo e econômico da colônia da Virginia.

## O conflito
Nathaniel Bacon, formado em direito em Cambridge, era um homem rico de trinta anos de idade. Chegou na Virgínia em 1674 e se tornou um grande proprietário. Plantava tabaco, criava gado, e participava do comércio com alguns índios na fronteira do Sudoeste da Virgínia. Em 1675 foi nomeado para o conselho do governador Sir William Berkeley.
A relação entre as tribos indígenas e os virginianos que exploravam tabaco ao longo da baia de Chesapeake, na cidade de Jamestown, era conflituosa, marcada por massacres, violência e disputa por  terras para a agricultura. Nesse sentido, muitas desavenças envolviam os membros do governo local a respeito da forma de se relacionar com os grupos indígenas. Parte dos colonos desejava apenas o extermínio dos índios e a outra parte apostava numa aliança e colaboração. O governador da Vírginia Sir William Berkeley, insistia em cultivar alianças com os grupos indígenas como os Doeg e os Susquehannock, como forma de garantir a defesa contra outros grupos indígenas mais ameaçadores.
O estopim do conflito se dá em julho de 1675, em uma disputa comercial entre os índios Doeg e comerciantes do rio Potomac. Essa disputa estimulou conflitos e assassinatos, que resultam na perseguição Doeg por parte das milícias virginianas.  As milícias foram até Maryland e atacaram não só os Doeg como um grupo de Susquehannock que foi pego de surpresa. Na guerra que se seguiu, os Susquehannock foram expulsos de Maryland e refugiaram-se no sul de Piemont, onde invadiram a fronteira inglesa. Em março de 1676, o governador Sir William Berkeley e a Assembleia geral se reuniram para planejar uma série de fortalezas e patrulhas de fronteira, afim de manter os aliados indígenas em paz com os colonos e interromper o comércio para reduzir os contatos e a possibilidade de novos conflitos. Parte dos colonos protestaram argumentando que as fortalezas teriam um alto custo e não seriam eficientes. Eles rejeitavam relações amigáveis com os índios pois insistiam que todos eram inimigos, até mesmo as nações aliadas que viviam na colônia. Os ataques dos Susquehannock chegaram ao sul e levaram a queda do rio James, além da morte de um superintendente de uma das propriedades de Bacon.
Bacon assume a liderança de um grupo de milicianos e voluntários e exige do governador uma comissão para “sair contra os índios”. Berkeley não concedeu a comissão e Bacon prosseguiu sem uma, perseguindo os Suquehannocks até o rio Roanoke. Lá. ele convence a nação Occaneechi, parceira importante no comércio de peles e escravos, a atacar os Susquehannocks. No entanto, assim que os Occaneechis retornam com os prisioneiros Susquehannocks, Bacon massacrou a todos.
Seus ataques contra os índios ameaçavam o frágil equilíbrio das relações nas fronteiras. Como forma de tentar contê-lo, Berkeley, em1676, declara Nathaniel Bacon um rebelde e o expulsa do conselho. Convoca novas eleições para a Câmara de Burgesses e, apesar da expulsão de Berkeley, Bacon foi eleito para a nova Câmara de Burgesses. Contudo, é apreendido por agentes armados e levado para o governador, onde é perdoado. Em 23 de junho de 1676, Bacon retorna a Jamestown com 500 homens armados e exige que o governador o convide para liderar como general a colônia contra os índios, e o governador cede.
Em 30 de julho de 1676, Bacon e seu exército improvisado emitiu uma declaração “Do Povo” criticando o governo de Berkeley e acusando-o de cobrar impostos injustos. Além disso emite um “manifesto” pedindo o extermínio de todos os índios, afirmando que não mereciam proteções legais porque eram inimigos do rei e do país, ladrões e invasores. Desde então, uma série de confrontos, marchas e contramarchas envolvem o período entre junho de 1676 e janeiro de 1677, período coberto pela revolta de Bacon. As medidas de Berkeley, deixa muitos descontentes na Virginia e acaba provocando adesão dos grupos políticos insatisfeitos. Reagindo, Bacon toma a capital unido de 600 voluntários armados, invade a Assembleia e força a concessão do direito de atacar os índios que o governador suspendera. A capital da colônia é ocupada pelos rebeldes e recuperada por Berkeley algumas vezes, até ser completamente incendiada por Bacon.
Os partidários de Bacon batalharam para persuadir as autoridades da Inglaterra de que lutavam em nome de Charles II e para preservar os bens públicos de sua majestade. O novo governo de Bacon libera o comércio de tabaco dos grilhões do monopólio, contrariando os Atos de navegação, e permite a preparação de expedições contra os índios. Além disso, em junho e agosto de 1676 permite que escravos e servos por contrato (indentured serventes) que atuassem em favor do movimento ganhassem liberdade. Gradualmente a participação popular se amplia e ganha uma base social ampla. Envolvendo desde grupos de fronteiras descontentes com a política indígena até moradores dos núcleos urbanos desprivilegiados, somado a uma multidão empobrecida e formada basicamente por indentured servants, escravos negros e homens livres.

## Fim da rebelião

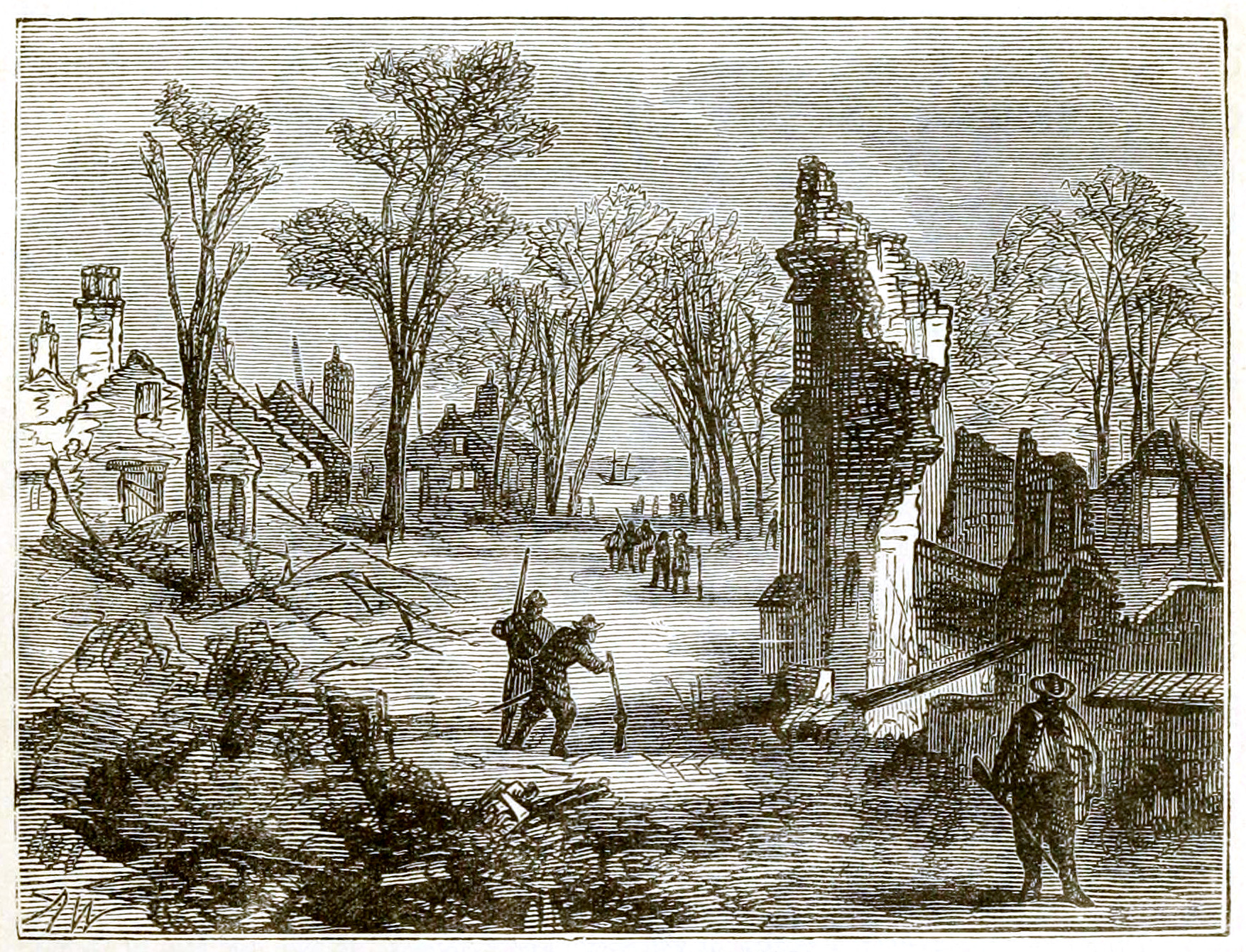
"The ruins of Jamestown": as ruínas de Jamestown após o incêndio.

Em 26 de outubro de 1676 Nathaniel Bacon adoeceu e morreu. No entanto, a revolta continuou a se espalhar.  Sem saber da morte de Bacon, o rei Carlos II assinou uma proclamação para acabar com a rebelião. Contudo, parte dos rebeldes recusaram-se a se render. Em novembro de 1676 ocorreu a luta mais intensa da revolta. Uma série de ataques as guarnições do rio York que trouxe e prendeu dezenas de rebeldes. Apesar disso, os rebeldes mantiveram o controle de quase toda a Virgínia fora da costa leste. No final de dezembro as tropas inglesas ganharam vantagem, as forças leais ao governador Sir William Berkeley derrotaram uma guarnição de rebeldes no Southside durante a Rebelião de Bacon. Os dois principais comandantes rebeldes (baseados no rio York) foram persuadidos a mudar de lado. O governador Berkeley conseguiu retomar o controle de Virgínia e puniu os seguidores de Bacon, enforcando 23 rebeldes. Em julho de 1677, o governador Berkeley morreu. Com o propósito de reconciliar com os colonos, Charles II e a assembleia da Virgínia, concederam perdão àqueles que participaram do protesto e prometeram que a metrópole consultaria os ingleses da colônia sempre que houvesse a necessidade de cobrança de novos impostos.

## Consequências
Pela rebelião ter sido desencadeada a partir dos conflitos com os nativos americanos, mesmo após o seu término esse sentimento se manteve entre a população da Virgínia, que continuavam a promover ações pela conquista das terras indígenas. Isso acabou incentivando a criação de novas e mais severas políticas indígenas, gerando ataques diretos a essa população.
Um dos impactos da rebelião na América inglesa, talvez o maior deles, foi a mudança da contratação de servos (indentured servants) para o comércio de escravos africanos, que eram mais baratos e mais “controláveis” (códigos dos escravos da Virginia de 1705). A insurreição dos servos contratados começou a ser um problema que encontrou solução no tráfico de escravos, o que manifestou um significativo crescimento desse sistema de comércio e da escravatura na América. Alguns historiadores também consideram que essa mudança de sistema, uma consequência da rebelião, legitimaria e impulsionaria as linhas e diferenças raciais associadas à escravidão, além de legitimar ainda mais o controle da colônia e dos latifundiários sobre os escravos.
Alguns associaram a rebelião à Revolução Americana que aconteceram 100 anos mais tarde, mas historiadores dizem que não há nenhuma ligação direta entre os dois acontecimentos já que a Revolução foi contra a tirania britânica e Bacon dizia que a rebelião em Virginia era de interesse do Rei e contra a corrupção do governador Berkeley, o verdadeiro traidor da Coroa.